# Tadeusz Nowak (pilot)
Tadeusz Nowak (ur. 2 czerwca 1914 w Zawierciu, zm. 21 września 1941 nad La Manche) – porucznik pilot Polskich Sił Powietrznych w Wielkiej Brytanii.

## Życiorys
Absolwent Szkoły Podchorążych Lotnictwa w Dęblinie
(XI promocja, 12 lokata).
Otrzymał przydział do 121 eskadry myśliwskiej. Walczył w wojnie obronnej 1939 roku. Przez Rumunię, Bejrut i Francję przedostał się do Wielkiej Brytanii. Walczył w 253 dywizjonie RAF. 13 listopada 1940 przeniesiony do dywizjonu 303. 24 stycznia 1941 przeniesiony do dywizjonu 315.
Zestrzelony nad kanałem La Manche 21 września 1941.

## Awanse
- podporucznik - 15 października 1938
- porucznik - 20 marca 1941

## Zwycięstwa powietrzne
Na liście Bajana sklasyfikowany został na 46. pozycji z 4 i 1/2 samolotów Luftwaffe zestrzelonymi na pewno, jednym zestrzelonym prawdopodobnie i jednym uszkodzonym.
zestrzelenia pewne:
- 1/2 He-111 - 4 września 1939 (wraz z plut. Leopoldem Flankiem)
- He-111 - 31 sierpnia 1940
- Bf-110 - 4 września 1940
- Do-17 - 29 października 1940
- Bf-109 - 19 sierpnia 1941

zestrzelenia prawdopodobne:
- Do-215 - 30 sierpnia 1940

uszkodzenia:
- He-111 - 13 września 1940

## Ordery i odznaczenia
- Srebrny Krzyż Orderu Virtuti Militari (nr 8994)
- Krzyż Walecznych – trzykrotnie
- Polowa Znak Pilota